# Сальхаб (нохія)
Сальхаб (араб. ناحية سلحب‎‎) — нохія у Сирії, що входить до складу району Ес-Сукейлябія провінції Хама. Адміністративний центр — м. Сальхаб.
| Сирія | Це незавершена стаття з географії Сирії. Ви можете допомогти проєкту, виправивши або дописавши її. |